# St. Johannes (Hatzenport)

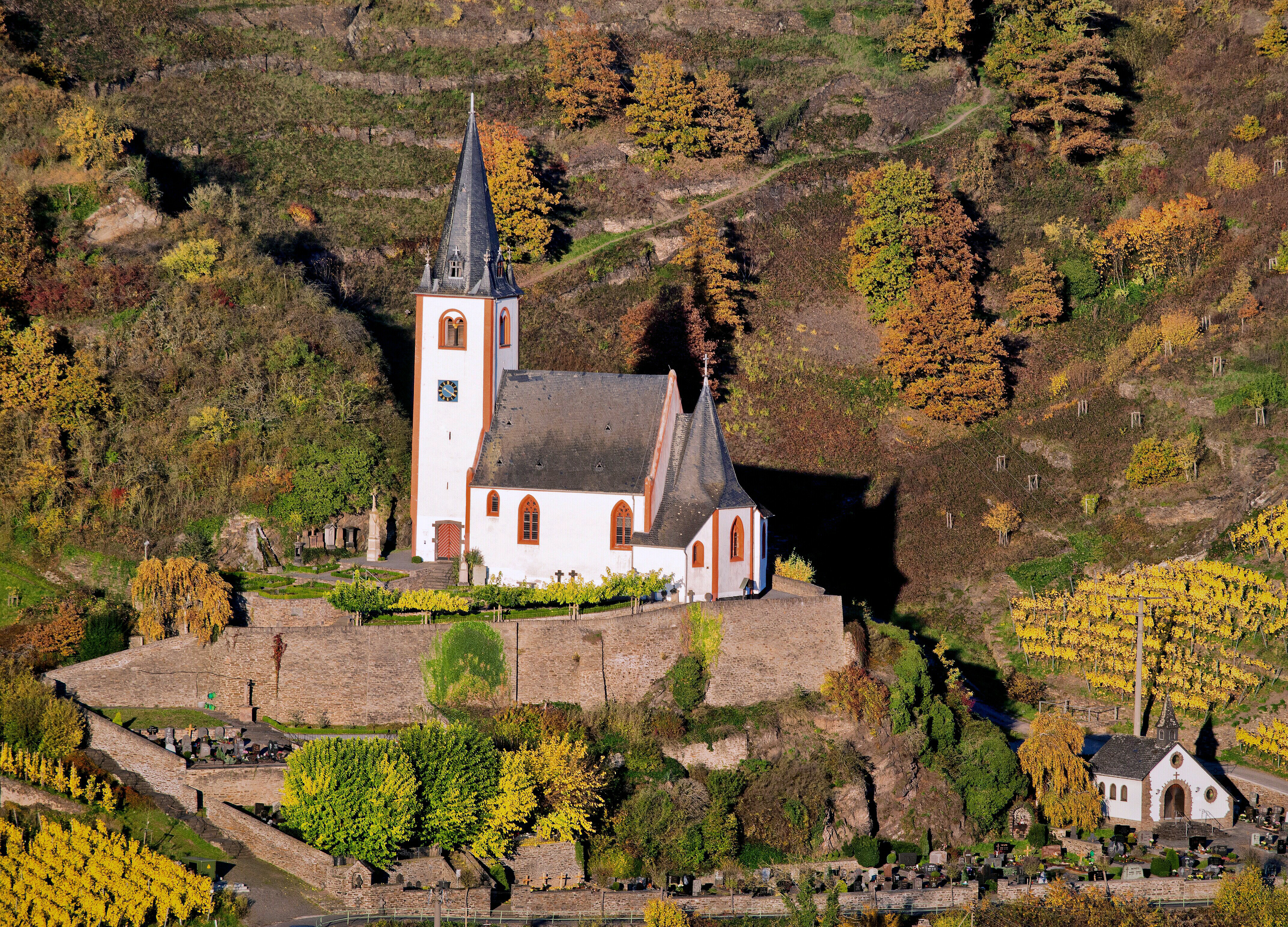
Kirche St. Johannes in Hatzenport

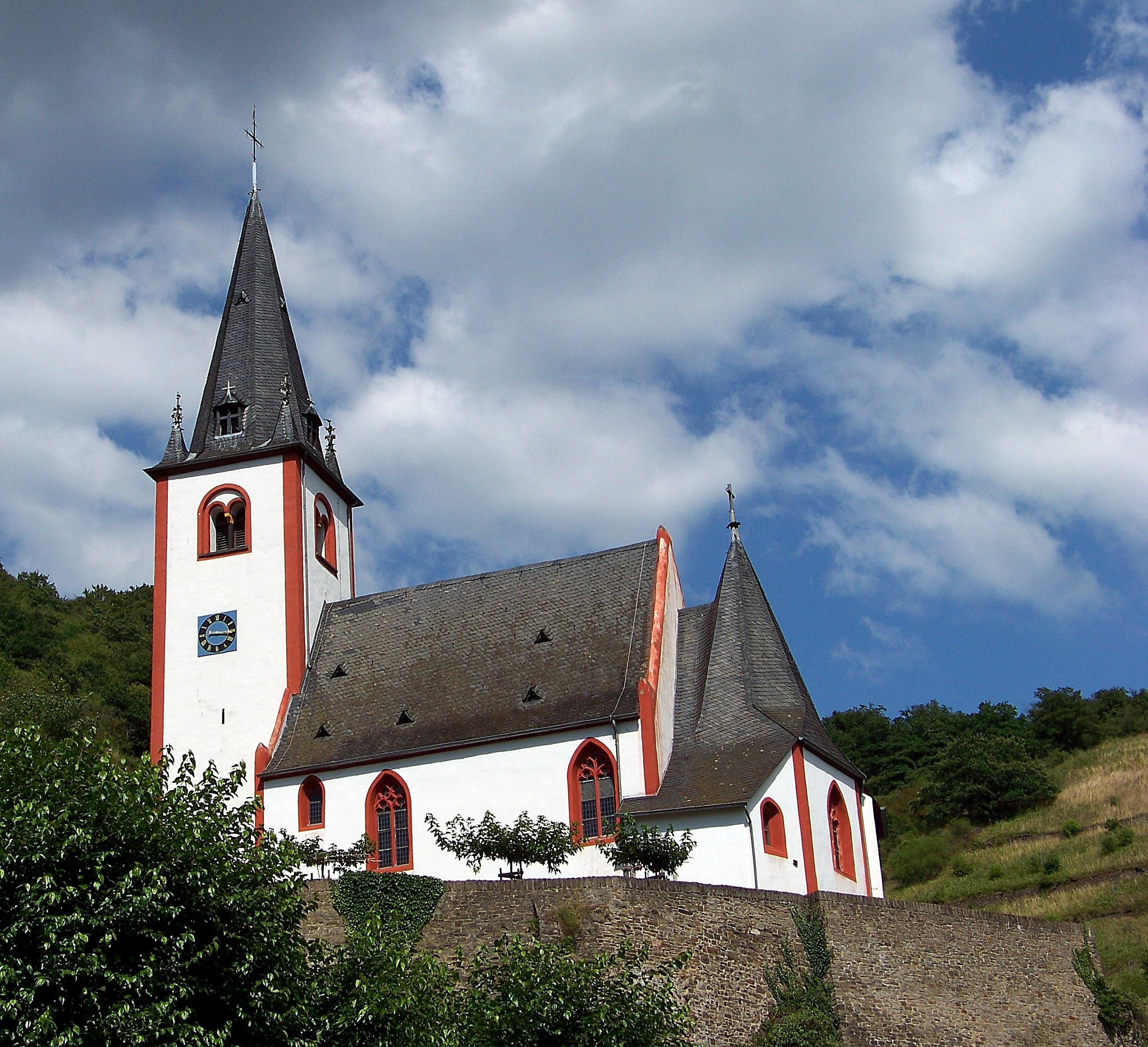
Nahansicht

Die katholische Kirche St. Johannes in Hatzenport, einer Ortsgemeinde im Landkreis Mayen-Koblenz in Rheinland-Pfalz, wurde im 13. Jahrhundert errichtet.

## Architektur

### Außenbau
Der älteste Teil der Kirche St. Johannes, inmitten des alten Friedhofs über dem Dorf gelegen, ist der Glockenturm aus dem 13. Jahrhundert. Das spätgotische Langhaus und der Chor sind um 1480 entstanden. Der Westturm zeigt einen achtflächigen spitzen Helm und vier kleine Nebenhelme, die mit BleiKrabben und Bleikreuzblumen geschmückt sind. Der Kirchenbau besteht aus einem saalartigen Langhaus mit flacher Decke und einem kleinen Chor. Daran ist eine Sakristei angebaut. Der viereckige Chor und die Sakristei sind von einem achtseitigen Spitzhelm überwölbt.

### Innenraum
Im nördlichen Teil des Langhauses befindet sich noch ein Fenster mit Glasmalereien aus der Entstehungszeit des Langhauses. Dieses Fenster war von Konrad von Bolanden, dem Herrn über die Burg Bischofstein, gestiftet worden. Die restlichen Fenster stammen aus den Jahren 1847/48. Im östlichen Langhaus befinden sich zwei barocke Seitenaltäre. Der Hauptaltar ist aus der Renovierungszeit von 1847/48. Die spätgotischen Holzplastiken des hl. Johannes, einer Pietà sowie eines Kruzifixes sind sehr wertvoll.